# Ruža Silađev
Ruža Silađev (Sonta, 1949.) hrvatska je književnica iz Sonte, Vojvodina. Suradnica je novina "Zvonik", Hrvatske riječi, Klasja naših ravni, apatinskog Novog glasa komune, Hrcka, kalendara Danice i dr.

## Povijest njenog književnog rada
Piše kratku prozu i pjesme, uglavnom objavljene u "Zvoniku". 

U svom radu se bavila Šokcima, šokačkom obitelji i šokačkim običajima. Njenu djelo: "Divani iz Sonte" spada u djela sakupljene hrvatske narodne baštine. Kako je istaknuto na predstavljanju te knjige u Sonti, "o povijesnom značaju knjige za podunavske Hrvate-Šokce, za koje je ovaj naslov prekretnica, jer je prva uopće objavljena na ikavici Šokaca s ove strane Dunava".
Drugu knjigu "Šokica pripovida", autorica je objavila u prosincu 2011.g. Drugo djelo je svojevrsni nastavak prve knjige uz dodatak izvornih sonćanskih bajki, proširenog rječnika i liste sonćanskih nadimaka s prezimenima. 
Djela kratke proze su joj objavljena u Hrvatskoj riječi, Zvoniku, Ćupriji na Jasenici, Klasju naših ravni, Glasu ravnice, Subotičkoj Danici, Šokadiji i Šokcima u šokačkoj riči 2007.g., Isteru, Glasu komune i Hrcku. Pjesme je objavila u Zbornicima pjesničkih susreta u Rešetarima 2009., 2010. i 2011., i Zbornicima Lire naive od 2007. na dalje. Godine 2019. u vlastitoj nakladi objavila je knjigu Sonta u sjećanjima šokačkim (Sonta, 2019.). Kao i prethodne dvije knjige, ubraja se u djela sakupljene hrvatske narodne baštine. Sve tri knjige za tisak priredila je Sanja Vulić-Vranković. Prve dvije objavljene su u nakladi NIU Hrvatska riječ iz Subotice, dok je urednik bio Milovan Miković. Obije je napisala na na sonćanskom idiomu, a čine ju prozne crtice. Treća knjiga je prva koje uz tekstove na sonćanskom mjesnom šokačkom idiomu, sadrži i tekstove na hrvatskom standardnom jeziku. Čini ju osam tematskih cjelina:  Dijalektne proze, tj. proze na sonćanskom idiomu, Etnografski prilozi na normiranom hrvatskom književnom jeziku, Proze o starim i o nekadašnjim Sonćanima, napisane na normiranom hrvatskom književnom jeziku, Memoarske proze na normiranom hrvatskom književnom jeziku, Nedavno u Sonti – opisi na normiranom hrvatskom književnom jeziku (na temelju fotografija), Suvremena Sonta na normiranom hrvatskom književnom jeziku, Epistolarne proze na normiranom hrvatskom književnom jeziku, Proze u kojima se izmjenjuju normirani hrvatski književni jezik i sonćanski idiom.
Zagovornicom je starog sačuvanog govora šokačkih Hrvata. Djela je napisala starohrvatskim akutom.
Članica je literarne sekcije KPZH Šokadija iz Sonte. Sudionicom je skupova pisaca u tuzemstvu (Lira naiva 2010.).
Godine 2020. nagrađena je nagradom Ivan Antunović.

## Djela
- Divani iz Sonte (kratka proza), NIU Hrvatska riječ, Subotica, 2007. (priredila Sanja Vulić-Vranković)
- Šokica pripovida (kratka proza), NIU Hrvatska riječ, Subotica, 2011. (priredila Sanja Vulić-Vranković)
- Sonta u sjećanjima šokačkim (kratka proza) – vlastita naklada, 2019. (priredila Sanja Vulić-Vranković)

## Radovi o Ruži Silađev
- Milovan Miković,  Divani iz Sonte Ruže Silađev, Subotička Danica (nova), Kalendar 2009.,  140. – 141.

## Vanjske poveznice
- Radio-Subotica  Arhivirana inačica izvorne stranice od 21. listopada 2007. (Wayback Machine), Knjiška produkcija vojvođanskih Hrvata u 2007.
- Klasje naših ravni br. 9-10/2006.  Arhivirana inačica izvorne stranice od 6. studenoga 2007. (Wayback Machine) Zapisi iz Sonte
- Medijska dokumentacija[neaktivna poveznica] Hrvatska riječ: Ruža Silađev: Divani iz Sonte
- Medijska dokumentacija[neaktivna poveznica] Hrvatska riječ:Knjiga od povijesnog značaja